# Стад Сен-Жермен (стадіон)
Стадіон Сен-Жермен (фр. Stade Sainte-Germaine) - є розташований в Ле-Бускат, передмісті Бордо, департаменті Жиронда.

## Історія
Стадіон Сен-Жермен є частиною міста Бордо. Почавши з 1889 року на ньому проводились матчі з регбі, а вже починаючи з 1894 — змагання з футболу. Золотими роками стадіону вважаються роки перед початком Першої світової війни. Не рідкістю було і то, що на матчі приходило по 10 000 глядачів. 
З 2006 року, секцію регбі було об'єднано з Бордо-Бегль Жиронда, щоб сформувати Бордо-Бегль, який розвивається і бере участь у таких чемпіонатах, як Топ-14 (футбол) і чемпіонат Франції (група С). 
3 2015 року, на стадіоні проходять матчі жіночої команди Бордо, яка виступає у першому дивізіоні.

## Фінальні матчі проведені на стадіоні Стад Сен-Жермен під часТоп 14
| Дата            | Переможець  | Результат | Фіналіст              | Стадіон                | Глядачі |
| 30 квітня 1899  | Стад Бордле | 5:3       | Стад Франсе           | Стад сен-Жермен, Бордо | 3 000   |
| 31 березня 1901 | Стад Франсе | 0:3       | Стад Бордле           | Стад сен-Жермен, Бордо |         |
| 16 квітня 1905  | Стад Бордле | 12:3      | Стад Франсе           | Стад сен-Жермен, Бордо | 6 000   |
| 24 березня 1907 | Стад Бордле | 14:3      | Стад Франсе           | Стад сен-Жермен, Бордо | 12 000  |
| 8 квітня 1911   | Стад Бордле | 14:0      | СЦУФ                  | Стад сен-Жермен, Бордо | 12 000  |
| 25 квітня 1920  | Стад Бордле | 8:3       | Рейсінг Клаб де Франс | Стад сен-Жермен, Бордо |         |
| 23 квітня 1922  | Тулуза      | 6:0       | Авірон Байонне        | Стад сен-Жермен, Бордо |         |

1. 1 2 3  ministère des Sports (unspecified title) — 2005.